# Herman Bang

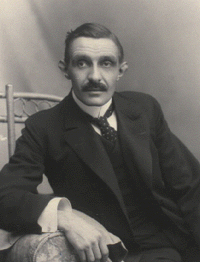
Herman Bang

Herman Joachim Bang (* 20. April 1857 in Asserballe auf der Insel Alsen; † 29. Januar 1912 in Ogden, Utah) war ein dänischer Schriftsteller und Journalist.

## Leben

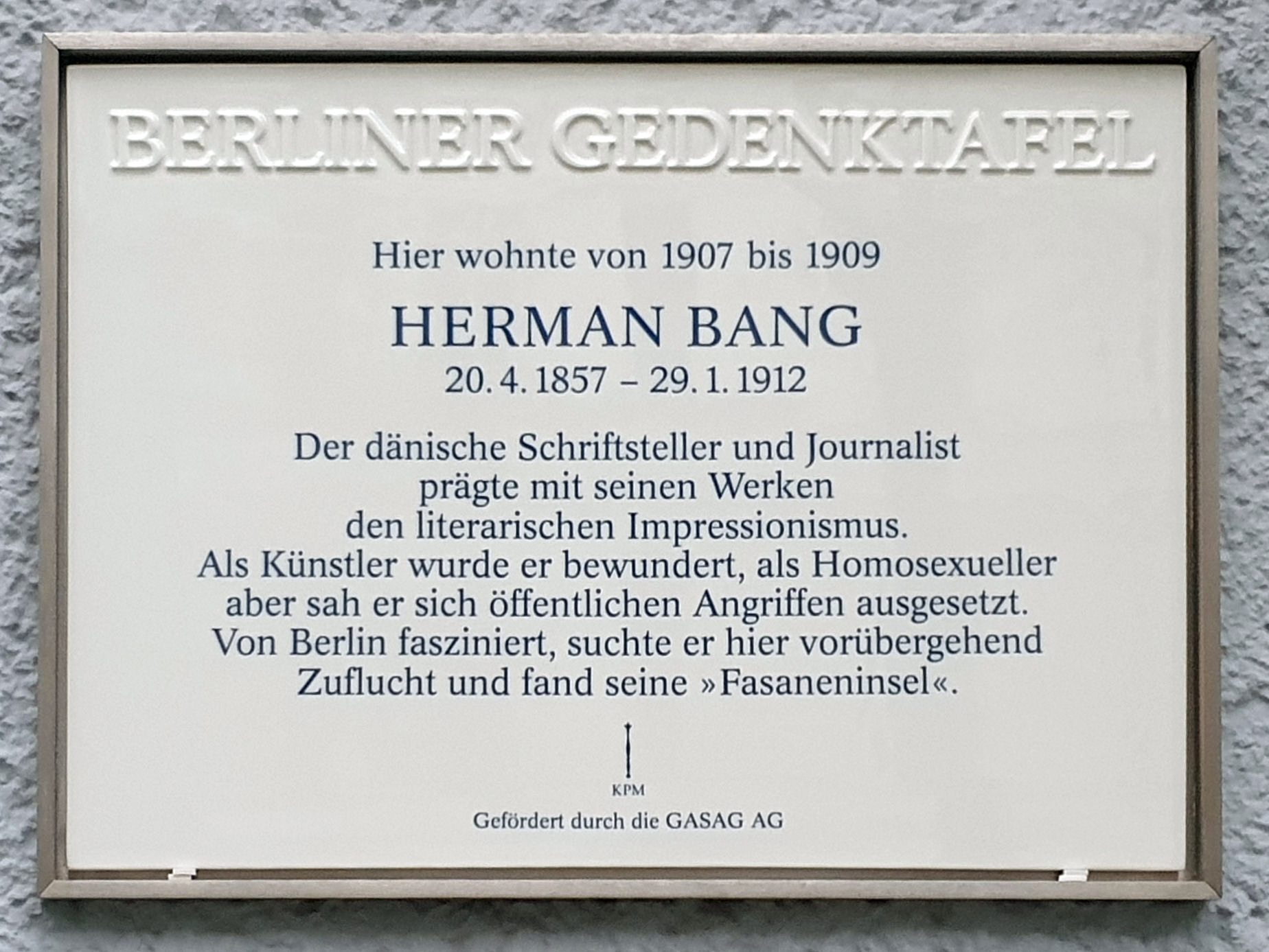
Berliner Gedenktafel am Haus Fasanenstraße 58 in Berlin-Wilmersdorf

Bang wuchs in einem evangelischen Pfarrhaus auf; sein Vater war  Pastor der Dänischen Volkskirche. Herman Bang studierte auf Wunsch seines Großvaters Oluf Lundt Bang ab 1875 Jura und Staatswissenschaften an der Universität Kopenhagen, um Diplomat zu werden. Er gab sein Studium allerdings 1877 auf und wurde, nach vergeblichen Versuchen, sich als Schauspieler zu profilieren, ab 1878 bei der führenden Kopenhagener konservativen Zeitung »Dagbladet« Journalist. Im Spätherbst 1879 dann bekam er bei der »Nationaltidende«, einer neuen, eher an Beamte und Kaufleute gewandten Zeitung, die Möglichkeit, eine neue Form des Feuilletons zu entwickeln, oder wie er selbst sagte, »in neuer und wirrer Weise zu schreiben«. Unter der Rubrik »Wechselnde Themen« (»Vekslende Themaer«) verfasste er über vier Jahre lang mehr als 200 Sonntagsfeuilletons über so ziemlich alles, was im Kopenhagen König Christians IX. geschah. Sein Vorbild war hierbei das französische Kulturfeuilleton des Zweiten Kaiserreichs mit seinem bunten Gemisch von literarischer Kritik und Erlebnisjournalismus, der auch Reiseberichte, Wanderungen in der Natur oder der Großstadt sowie Porträts interessanter Personen einschloss.
Schon bald war Herman Bang der bedeutendste dänische Journalist seiner Zeit, aber auch sehr kontrovers diskutiert. Er lebte das Leben eines Dandys, inszenierte sich als Gesamtkunstwerk nach dem Vorbild von Huysmans und Wilde; seine homosexuellen Neigungen zeigte er auch öffentlich, was ihm manche Anfeindungen und Isolation in Dänemark eintrug. Sein erster Roman Haabløse Slægter, 1880 (dt. Hoffnungslose Geschlechter, 1900) erregte einen Skandal und wurde wegen »Unsittlichkeit« beschlagnahmt. Bang litt unter Depressionen und, als Folge seiner Drogensucht, auch an epileptischen Anfällen.
Ein Artikel für eine norwegische Zeitung, in dem er abfällige Bemerkungen über die deutsche Kaiserfamilie gemacht hatte, beendete 1886 abrupt seine Hoffnungen, bei der vornehmen liberalen Zeitung »Berliner Tageblatt« eine Karriere als Mitarbeiter zu beginnen. Er wurde aus Preußen ausgewiesen, reiste zuerst nach Meiningen, dann nach Wien und schließlich nach Prag. In dieser Zeit schuf er unter ärmlichen Verhältnissen einige seiner literarischen Werke (u. a. die Romane Am Weg [1886 in Wien] und Stuck (dt. auch als: Zusammenbruch, 1887)). In Wien und Prag lebte er mit dem deutschen Schauspieler Max Eisfeld (1863–1935), den er am Hoftheater in Meiningen kennen und lieben gelernt hatte, zusammen. Bang blieb zunächst weiter auf den Journalismus als Broterwerb angewiesen, neben Lesungen, Vorträgen und Theaterinszenierungen. Erst nach 1890 fanden seine Romane und Novellen mehr und mehr Anerkennung und er gelangte schließlich zu europaweiter Bekanntheit. Er gilt heute als einer der führenden Vertreter des literarischen Impressionismus, und seine Werke waren bis in die dreißiger Jahre sehr einflussreich. Seine literarischen Werke erschienen auf Deutsch im Verlag von Samuel Fischer.
Viele Vortragsreisen führten ihn durch Europa und die USA. Auf einer dieser Vortragsreisen, im Zug auf der Reise von New York nach San Francisco, erlitt Bang einen Schlaganfall und starb in der Klinik von Ogden in Utah. Er wurde auf dem Vestre Kirkegård in Kopenhagen begraben; das Grab ist anonym, aber identifizierbar unter einer Blutbuche.
Thomas Mann schrieb 1902 in einem Brief: »Jetzt lese ich beständig Herman Bang, dem ich mich tief verwandt fühle.« Dessen Sohn Klaus Mann beschreibt in seiner Erzählung Reise ans Ende der Nacht Bangs letzte Stunden ebenso wie Friedrich Sieburg in Der Tod eines Dichters.
Am 19. November 2021 wurde an seinem ehemaligen Wohnort, Berlin-Wilmersdorf, Fasanenstraße 58, eine Berliner Gedenktafel enthüllt.

## Werke
Bangs erste Veröffentlichungen waren essayistischer Art, bis er 1880 seinen ersten Roman Hoffnungslose Geschlechter vorlegte, der 1881 in 2. Instanz vom Obersten Gerichtshof (Højesteret) wegen Obszönität eingezogen wurde (Auflage 1500). Eine zweite, von Bang selbst stark bereinigte und geänderte Auflage (Auflage 2000), erschien 1884; diese wurde die Vorlage aller deutschen Ausgaben, die auf eine einzige deutsche Übersetzung zurückgehen. Eine dritte, endgültige (mit orthographischen Korrekturen versehene) Auflage erschien 1905 (Auflage 1000). Nur die zweite Auflage wurde von einem anonymen Übersetzer ins Deutsche übersetzt, während die verbotene erste Auflage von 1880 erstmals 2013 ins Deutsche übersetzt wurde.
Bang war anfangs noch dem Naturalismus verhaftet und wurde von Émile Zola, Henrik Ibsen und Charles Darwin beeinflusst. Auch Iwan Sergejewitsch Turgenew und Jonas Lie sind als literarische Vorbilder zu nennen.
In seiner weiteren künstlerischen Entwicklung wurde Bang zum Schöpfer des dänischen Impressionismus und der Repräsentant der dänischen Dekadenz. Bang schilderte meisterhaft das Leben „unbedeutender“ Menschen sowie einsamer und isolierter Frauengestalten.
- Paria'er. 1878 (unveröffentlicht, nur als Manuskript vorhanden).
  - Erstausgabe: Dag Heede (Hrsg.): Paria’er (= Studies in Scandinavian Language and Literature. Band 53). Syddansk Universitetsforlag, Odensew 2002, ISBN 87-7838-747-7.
- Realisme og Realister. 1879.
  - Sten Rasmussen (Hrsg.): Realisme og Realister. Borgen, Valby 2001, ISBN 87-21-01758-1.
Inhalt: „Realisme og Realister“ und „Kritiske studier og udcast“.
- Hverdagskampe og Du og jeg. 1879.
- Haabløse Slægter. Roman. 3. Auflage. 1904 (EA Kopenhagen 1880)
  - Deutsch: Hoffnungslose Geschlechter. S. Fischer, Berlin 1900 (übersetzt von Ernst Brausewetter)
  - Deutsch: Hoffnungslose Geschlechter. Männerschwarm Verlag, Hamburg 2013, ISBN 978-3-86300-147-6 (übersetzt von Gabriele Haefs).
- Fædra. 1883.
  - Deutsch: Gräfin Urne. Ibis-Verlag, Wien 1947 (EA Berlin 1887, übersetzt von Emil Jonas).
- Excentriske Noveller. Novellen 1885.
  - Deutsch: Exzentrische und stille Existenzen. Erzählungen (= Sammlung Dieterich. Band 231). Dieterich, Leipzig 1964 (übersetzt von Elfriede Adelberg).
  - Deutsch: Exzentrische Existenzen (= Bibliothek Suhrkamp. Band 606). Suhrkamp, Frankfurt am Main 1978, ISBN 3-518-01606-7 (übersetzt von Elfriede Adelberg)
Inhalt: Vier Erzählungen, Auszüge aus der „Sammlung Dieterich“.
  - Deutsch: Exzentrische Existenzen. Erzählungen und Reportagen. Insel Verlag, Frankfurt am Main 2007, ISBN 978-3-458-17341-0 (übersetzt von Ulrich Sonnenberg)
- Stille Existenser. Erzählungen. 1886.
  - Deutsch: Exzentrische und stille Existenzen. 1964.
- Danserinden Frøken Irene Holm. Erzählung 1886.
  - Deutsch: Irene Holm. S. Fischer, Berlin 1911.
  - Deutsch: Irene Holm. Ein herrlicher Tag. Erzählungen (= Reclams Universal-Bibliothek. Band 9855). Reclam, Stuttgart 1977, ISBN 3-15-009855-6 (übersetzt von Elfriede Adelberg)
- Ved Vejen. Roman. 1886.
  - Deutsch: Am Weg. 1898. Manesse, Zürich 2006, ISBN 3-7175-2116-0 (EA 2000, übersetzt von Ingeborg und Aldo Keel).
  - Deutsch: Am Wege. Neuausgabe Hofenberg, Berlin 2016, ISBN 978-3-86199-714-6, Übersetzung von Emil Jacob Jonas.
- Stuk. Roman 1887.
  - Deutsch: Zusammenbruch. Roman. S. Fischer, Berlin 1913 (übersetzt von Helene Klepetar).
  - Deutsch: Stuck. Manesse, Zürich 2005, ISBN 3-7175-2075-X (EA 1982, übersetzt von Ingeborg und Aldo Keel).
- Tine. Roman. 1889.
  - Deutsch: Tine (= Aus fremden Zungen). DVA, Stuttgart 1900 (übersetzt von E. Weise).
  - Deutsch: Tine. Sommerfreuden. Hinstorff, Rostock 1965 (übersetzt von Bernhard Schulze).
  - Deutsch: Tine. Roman. Manesse, Zürich 2011, ISBN 978-3-7175-2240-9 (übersetzt von Ingeborg und Aldo Keel).
- En dejlig Dag. Erzählung. 1890.
  - Deutsch: Ein herrlicher Tag (= Die Skandinavische Bibliothek). Hyperion Verlag, München 1920 (übersetzt von R. Blumenreich).
  - Deutsch: Ein herrlicher Tag. Aufbau Verlag, Berlin 1999, ISBN 3-7466-6060-2 (übersetzt von Elfriede Adelberg).
- Ti Aar - Erindringer og Hændelser 1891.
  - Deutsch: Wechselnde Themen / Zehn Jahre - Erinnerungen und Begebenheiten. Books on Demand, Norderstedt 2011, ISBN 978-3-8448-6761-9 (übersetzt von Dieter Faßnacht).
- Ludvigsbakke. Roman. 1896.
  - Deutsch: Ludwigshöhe. Roman einer Krankenpflegerin. S. Fischer, Berlin 1908 (übersetzt von Marie Franzos).
  - Deutsch: Ludvigshöhe. Roman. Manesse, Zürich 2014, ISBN 978-3-7175-2296-6 (übersetzt von Ingeborg und Aldo Keel).
- Det hvide Hus. Roman. 1898.
  - Deutsch: Das weiße Haus. Edition Henricus, Berlin 2021, ISBN 978-3-7437-3966-6 (EA Berlin 1910, übersetzt von Therese Krüger).
  - Deutsch: Das weiße Haus. Hinstorff, Rostock 1973 (übersetzt von Gisela Perlet).
  - Deutsch: Das weisse Haus (= it. Band 3256). Insel Verlag, Frankfurt am Main 2007, ISBN 978-3-458-34956-3 (EA Frankfurt am Main 1978, übersetzt von Walter Boehlich).
Inhalt: „Det hvide hus“ und „Det graa Hus“.
  - Deutsch: Das weiße Haus. Neuausgabe Hofenberg, Berlin 2021, ISBN 978-3-7437-3966-6, Übersetzung von Therese Krüger.
- Udvalgte Fortællinger. 1899. Erzählung. Deutsch: Ihre Hoheit. Übersetzt von Ulrich Sonnenberg. Insel, Berlin 2011, ISBN 978-3-458-19344-9.
- Sommerglæder. Erzählung. 1902.
  - Deutsch: Sommerfreuden. S. Fischer, Berlin 1915 (übersetzt von Marie Franzos).
  - Deutsch: Sommerfreuden. Rowohlt, Reinbek 1996, ISBN 978-3-499-13912-3 (übersetzt von Walter Boehlich).
  - Deutsch: Sommerfreuden. Manesse, Zürich 2007, ISBN 978-3-7175-2126-6 (EA 1996, übersetzt von Ingeborg und Aldo Keel).
- Mikaël. Roman. 1904.
  - Deutsch: Michael. S. Fischer, Berlin 1906 (übersetzt von Julia Koppel).
  - Deutsch: Michael. Roman. Verlag Männerschwarm, Hamburg 2012, ISBN 978-3-86300-063-9 (Nachdruck der Ausgabe Berlin 1906, übersetzt von Julia Koppel).
- De uden Fædreland. Roman 1906.
  - Deutsch: Die Vaterlandslosen. S. Fischer, Berlin 1912 (übersetzt von Julia Koppel).
  - Deutsch: Die Vaterlandslosen (= Sammlung Dieterich. Band 331). Dieterich, Leipzig 1968 (übersetzt von Elfriede Adelberg).
- Aus der Mappe. Novellen. Bondy, Berlin 1908 (übersetzt von Julia Koppel).
- De fire Djaevle. Erzählungen. 1890.
  - Deutsch: Die vier Teufel. Eine excentrische Novelle (= Collection Fischer. Band 1). S. Fischer, Berlin 1897 (übersetzt von Ernst Brausewetter).
  - Deutsch: Die vier Teufel und andere Novellen. S. Fischer, Berlin 1921 (übersetzt von Ernst Brausewetter).
  - Deutsch: Die vier Teufel. Novelle (= Bibliothek Suhrkamp. Band 1171). Suhrkamp, Frankfurt am Main 1995, ISBN 3-518-22171-1 (übersetzt von Ernst Brausewetter).
  - Deutsch: Die vier Teufel. Neuausgabe Hofenberg, Berlin 2016, ISBN 978-3-86199-716-0, Übersetzung von Ernst Brausewetter.
- Sten Rasmussen (Hrsg.): Vekslende Themaer. Kopenhagen 2007, ISBN 978-87-7876-465-2 (4 Bände, im Auftrag von Det Danske Sprog- og Litteraturselskab)
Reportagen und Essays in der Nationaltidende 1879–1884. Kritische Erstausgabe in dänischer Sprache.
  - Deutsch: Wechselnde Themen / Zehn Jahre - Erinnerungen und Begebenheiten. Books on Demand, Norderstedt 2011, ISBN 978-3-8448-6761-9 (Auswahl aus »Vekslende Themaer«, »Zehn Jahre« ungekürzt, übersetzt und kommentiert von Dieter Faßnacht).

Werkausgabe:
- Herman Bang. Romaner og noveller 1-10. Erste historisch-kritische Werkausgabe (dän.). Det Danske Sprog- og Litteraturselskab København 2008 (Bände 1–5), 2010 (Bände 6–10).
  - Band 1: Haabløse Slægter (1. Aufl. 1880): ISBN 978-87-7055-137-3.
  - Band 2: Fædra, Stuk: ISBN 978-87-7055-138-0.
  - Band 3: Tine, Ludvigsbakke: ISBN 978-87-7055-139-7.
  - Band 4: Det hvide Hus, Det graa Hus, Sommerglæder: ISBN 978-87-7055-140-3.
  - Band 5: Mikaël, De uden Fædreland: ISBN 978-87-7055-141-0.
  - Band 6: Paria'er; Tunge Melodier; Præster; Excentriske Noveller: ISBN 978-87-7055-393-3.
  - Band 7: Stille Eksistenser; Under Aaget. ISBN 978-87-7055-394-0.
  - Band 8: Les quatre diables; Liv og Død; Ravnene; Sælsomme Fortællinger: ISBN 978-87-7055-395-7.
  - Band 9: Noveller og skitser. Avis-og tidsskriftstryk 1878–1886: ISBN 978-87-7055-396-4.
  - Band 10: Noveller og skitser. Avis-og tidsskriftstryk 1887–1912: ISBN 978-87-7055-397-1.

Werkausgabe in ungekürzter, kommentierter deutscher Übersetzung von Dieter Faßnacht:
- Herman Bang. Romane und Novellen 1–10
  - Band 1: »Geschlechter ohne Hoffnung«. Norderstedt 2019, ISBN 978-3-7494-7542-1 (auch als E-Book erhältlich).
  - Band 2: »Phädra (Gräfin Urne)«, »Stuck«. Norderstedt 2018, ISBN 978-3-7460-5829-0. (auch als E-Book erhältlich).
  - Band 3: »Tine«, »Ludvigsbakke«. Norderstedt 2016, ISBN 978-3-7412-2005-0 (auch als E-Book erhältlich).
  - Band 4: »Das weiße Haus«, »Das graue Haus«, »Sommerfreuden« Norderstedt 2014, ISBN 978-3-7386-6658-8 (auch als E-Book erhältlich).
  - Band 5: »Mikaël«; »Ohne Vaterland«, Norderstedt 2014, ISBN 978-3-7357-9855-8 (auch als E-Book erhältlich).
  - Band 6: „Parias“ – Düstere Melodien – Pfarrer – Exzentrische Novellen, Norderstedt 2012, ISBN 978-3-8448-4384-2 (auch als E-Book erhältlich).
  - Band 7: Stille Existenzen – Unter dem Joch, Norderstedt 2012, ISBN 978-3-8448-3709-4 (auch als E-Book erhältlich).
  - Band 8: Die vier Teufel – Leben und Tod – Die Raben – Seltsame Erzählungen, Norderstedt 2013, ISBN 978-3-7322-0802-9 (auch als E-Book erhältlich)
  - Band 9: Novellen und Skizzen in Zeitungen und Zeitschriften 1878–1886, Norderstedt 2012, ISBN 978-3-8448-2256-4 (auch als E-Book erhältlich).
  - Band 10: Novellen und Skizzen in Zeitungen und Zeitschriften 1887–1912, Norderstedt 2012, ISBN 978-3-8448-2884-9 (auch als E-Book erhältlich).

## Verfilmungen
- 1911: De fire djævle. DK 1911, Regie: Alex Christians, Robert Dinesen (Verfilmung der Novelle "Die vier Teufel")
- 1916: Vingarne (dt. Titel: Ikarus). SWE 1916, Regie: Mauritz Stiller (Verfilmung von "Michael")
- 1924: Michael. D 1924, Regie: Carl Theodor Dreyer
- 1928: Four Devils (Vier Teufel). USA 1928, Regie: Friedrich Wilhelm Murnau (dt. Tonfilm-Fassung 1930)
- 1940: Sommerglæder. DK 1940, Regie: Svend Methling (Verfilmung von "Sommerfreuden")
- 1964: Tine. DK 1964, Regie: Knud Leif Thomsen
- 1988: Ved Vejen (engl. Titel: Katinka). DK/SWE 1988 Regie: Max von Sydow (Verfilmung von "Am Weg")

Fernsehfilme:
- 1975: Am Wege (Südwestfunk (SWF), Wien-Film), Regie: Peter Beauvais
- 1976: Ein herrlicher Tag, (Ursina Film-u. Fernsehproduktion, Zweites Deutsches Fernsehen (ZDF)) Regie: Diethard Klante
- 1978: Ludvigsbakke (Danmarks Radio (DR), Norddeutscher Rundfunk (NDR)), Regie: Jonas Cornell, Zweiteiler